# Parathyma laela
Parathyma laela är en fjärilsart som beskrevs av Hans Fruhstorfer 1908. Parathyma laela ingår i släktet Parathyma och familjen praktfjärilar. Inga underarter finns listade i Catalogue of Life.